# 短萼鹤虱
短萼鹤虱（学名：Lappula sinaica）是紫草科鹤虱属的植物。分布于阿富汗、俄罗斯、伊朗、巴基斯坦、埃及、伊拉克、印度以及中国大陆的新疆等地，生长于海拔700米至1,500米的地区，多生长在田野和荒地，目前尚未由人工引种栽培。